# Shigeichi Negishi
Shigeichi Negishi (Tòquio, 1923 - 29 de gener de 2024) va ser un enginyer i empresari japonés que fou l'inventor del karaoke.
Propietari d'una empresa de electrònica al Japó, l'any 1967 Negishi va presentar la seva primera màquina de karaoke, la "Sparko Box". Aquest aparell, que va ser copiat i replicat per altres empreses, va preocupar els cantants de l'època, que van pensar que les màquines havien arribat per quedar-se i deixar-los sense feina. L'Associació d'Industrials de Karaoke del Japó, però, va reconèixer l'invent de Negishi com el primer karaoke en què es van basar a posteriori altres companyies per llançar els seus propis productes musicals. Negishi no va patentar mai aquest invent, i fins i tot en un moment donat va optar per deixar de fabricar aquesta màquina.